# Секст Атилий Серран Гавиан
Секст Ати́лий Серра́н Гавиа́н (лат. Sextus Atilius Serranus Gavianus; умер после 49 года до н. э.) — римский политический деятель из плебейского рода Атилиев Серранов, народный трибун 57 года до н. э. Как противник Цицерона интерцедировал решение сената о возвращении землям оратора прежнего юридического статуса. Тем не менее, на начальной стадии разразившегося конфликта между Юлием Цезарем и Гнеем Помпеем был на стороне сената.

## Биография

### Происхождение игражданская карьера
По рождению являясь представителем плебейского и неименитого рода, Секст в неизвестное время был усыновлён неким Секстом Атилием Серраном и принадлежал к Эмилиевой трибе.
Первые упоминания о Серране Гавиане в сохранившихся источниках восходят ко времени консульства Марка Туллия Цицерона, у которого Гавиан служил в ранге квестора (63 год до н. э.). Известно, что Цицерон достаточно благосклонно к нему относился. Тем не менее, когда Секста Атилия избрали народным трибуном на 57 год до н. э., он, будучи подкуплен политическими врагами Цицерона, совместными усилиями со своим коллегой Квинтом Нумерием Руфом оказал самое яростное сопротивление друзьям Марка Туллия в их попытках отозвать последнего из ссылки. 1 января 57 года до н. э. действующий консул Публий Корнелий Лентул Спинтер по предложению других трибунов, симпатизировавших изгнаннику, выступил в сенате с предложением вернуть Цицерона в Рим, но Серран стал умолять председательствующего приостановить рассмотрение этого вопроса, чтобы «затянуть» процесс. А с наступлением ночи Гавиан, по свидетельству оратора, обратился с требованием к сторонникам Клодия «увеличить ему плату за свои старания»).
После возвращения Цицерона в Рим Серран наложил трибунское вето на постановление сената о наделении земель, где ранее стоял дом оратора, прежним юридическим статусом, но вскоре счёл целесообразным прекратить препирания. Существует предположение, что Атилий присутствовал 11 марта 56 года до н. э. на заседании уголовного суда по делу Публия Сестия.
С началом конфликта между Гнеем Помпеем и Гаем Юлием Цезарем, переросшим в гражданскую войну, Секст оказался на стороне, по всей видимости, сенатской «партии»: 20 сентября 49 года до н. э. он в неизвестном качестве в числе прочих присутствовал в Эфесе (провинция Азия) при записи постановления об освобождении иудеев от воинской повинности на совещании действующего консула Лентула Круса, где последний набрал два легиона. Более о роли Гавиана в дальнейших событиях вооружённого конфликта 49—45 годов до н. э. ничего неизвестно; вполне возможно, что он погиб во время одного из боёв.

### Семья
Благодаря переписке Цицерона известно, что тестем Гавиана являлся некто Корницен, происходивший из сенаторского сословия и принадлежавший к Оппиям.